# Giả thuyết continuum

So sánh lực lượng hai tập hợp

Giả thuyết continuum hay bài toán continuum là một giả thuyết toán học, cho rằng không có tập hợp nào có lực lượng lớn hơn lực lượng của tập các số tự nhiên và nhỏ hơn lực lượng của tập các số thực.
- Quan hệ so sánh giữa hai tập hợp: Tập hợp X được gọi là có lực lượng nhỏ hơn lực lượng của tập Y nếu ánh xạ từ X vào Y là đơn ánh và không phải là toàn ánh.

Giả thuyết này được Georg Cantor nêu ra, sau khi ông chứng minh được lực lượng của hai tập hợp vô hạn là số tự nhiên và số thực là khác nhau, trong đó lực lượng của các số tự nhiên (lực lượng đếm được) nhỏ hơn lực lượng của các số thực (lực lượng continuum).
Giả thuyết được thể hiện như sau:
Trong đó ký hiệu {\displaystyle |\mathbb {Z} |=\aleph _{0}} là lực lượng của tập hợp vô hạn rời rạc đếm được, {\displaystyle |\mathbb {R} |=2^{\aleph _{0}}} là lực lượng của tập hợp vô hạn liên tục không đếm được.
Nhiều nhà toán học đã nghi ngờ giả thuyết continuum là sai, trong khi đó cũng có trường phái tin giả thuyết này là đúng.
Năm 1900, khi David Hilbert đưa ra 23 bài toán chưa giải quyết được, đây là bài toán đầu tiên.
Vào năm 1940, Kurt Gödel đã chỉ ra rằng không thể bác bỏ giả thuyết continuum nếu dùng lý thuyết tập hợp Zermelo-Fraenkel. Sau đó, vào năm 1963, Paul Cohen lại chỉ ra rằng không thể dùng lý thuyết tập hợp Zermelo-Fraenkel để chứng minh giả thuyết continuum. Như vậy, giả thuyết continuum là độc lập với lý thuyết tập hợp Zermelo-Fraenkel.
Giả thuyết continuum cũng được mở rộng thành giả thuyết continuum tổng quát, phát biểu là: nếu S là một tập hợp vô hạn thì không tồn tại tập nào có lực lượng lớn hơn lực lượng của S và nhỏ hơn lực lượng của tập lũy thừa của S. Trường hợp riêng khi S là tập các số tự nhiên, tập lũy thừa của các số tự nhiên có cùng lực lượng với tập số thực, và ta thu được giả thuyết continuum ban đầu.